# Peygros
Le Peygros est situé dans le Sud-Est de la France, dans le département du Var, en région Provence-Alpes-Côte d'Azur et culmine à 778 mètres d'altitude.

## Géographie
Le Peygros est situé au sud de la commune de Mons dans le canton de Fayence et l'arrondissement de Draguignan, juste à la source du Biançon. Il est sur la même commune que le point culminant du département du Var avec ses 1 714 m d'altitude, la montagne de Lachens. Une grotte est référencée sur son versant nord.